# Wybory do Parlamentu Europejskiego w Holandii w 2019 roku
Wybory do Parlamentu Europejskiego w Holandii w 2019 roku - wybory do IX kadencji Parlamentu Europejskiego, które w Holandii zostały przeprowadzone 23 maja 2019 roku. W ich wyniku wybranych zostało 26 europarlamentarzystów, a trzech dodatkowych (po jednym dla VVD, FvD i PVV) przypadło niderlandzkim partiom po wejściu w życie Brexitu. Frekwencja wyniosła 41.93%, co stanowi ponad 4-procentowy wzrost względem poprzednich wyborów tego typu w tym państwie.

## Wyniki wyborów[3]
| Partia  | Partia                                                        | Grupa w PE | Mandaty | Mandaty | Głosy     | Głosy | Głosy  |
| Partia  | Partia                                                        | Grupa w PE | Liczba  | Zmiana  | Liczba    | %     | Zmiana |
| ------- | ------------------------------------------------------------- | ---------- | ------- | ------- | --------- | ----- | ------ |
|         | Partia Pracy (PvdA)                                           | S&D        | 6/26    | 3       | 1,045,274 | 19.01 | 9.61   |
|         | Partia Ludowa na rzecz Wolności i Demokracji (VVD)            | RE         | 4/26    | 1       | 805,100   | 14.64 | 2.62   |
|         | Apel Chrześcijańsko-Demokratyczny (CDA)                       | EPP        | 4/26    | 1       | 669,555   | 12.18 | 3.00   |
|         | Forum na rzecz Demokracji (FvD)                               | –          | 3/26    | Nowa    | 602,507   | 10.96 | Nowa   |
|         | Zielona Lewica (GL)                                           | G/EFA      | 3/26    | 1       | 599,283   | 10.90 | 3.92   |
|         | Demokraci 66 (D66)                                            | RE         | 2/26    | 2       | 389,692   | 7.09  | 8.39   |
|         | Unia Chrześcijańska - Polityczna Partia Protestantów (CU-SGP) | EPP/ECR    | 2/26    | 0       | 375,660   | 6.83  | 0.84   |
|         | Partia na rzecz Zwierząt (PvdD)                               | GUE/NGL    | 1/26    | 0       | 220,938   | 4.02  | 0.19   |
|         | 50PLUS (50+)                                                  | EPP        | 1/26    | 1       | 215,199   | 3.91  | 0.22   |
|         | Partia Wolności (PVV)                                         | ID         | 0/26    | 4       | 194,178   | 3.53  | 9.79   |
|         | Partia Socjalistyczna (PS)                                    | GUE/NGL    | 0/26    | 2       | 185,224   | 3.37  | 6.27   |
|         | Volt Niderlandy (Volt)                                        | G/EFA      | 0/26    | Nowa    | 106,004   | 1.93  | Nowa   |
|         | Myślcie (DENK)                                                | –          | 0/26    | Nowa    | 60,669    | 1.10  | Nowa   |
|         | Piratenpartij - vandeRegio (PPNL)                             | G/EFA/–    | 0/26    | 0       | 10,692    | 0.19  | 0      |
|         | Zieloni (DG)                                                  | G/EFA      | 0/26    | 0       | 9,546     | 0.17  | 0      |
|         | Jezus Żyje (JL)                                               | –          | 0/26    | 0       | 8,292     | 0.15  | 0      |
| Łącznie | Łącznie                                                       |            | 26      | 0       | 5 497 813 | 100   | 0      |